# Дитячий фільм
Дитячий, чи сімейний фільм — це жанр фільмів що розповідає про дітей або їх стосується. Дитячі фільми створюють спеціально для дітей і не обов'язково для загальної аудиторії, а сімейні фільми створюють, щоб подобатись ширшій категорії людей. Дитячі фільми можуть належати до багатьох жанрів, наприклад реалізму, фентезі, пригодницьких, воєнних, музичних, комедій, чи літературних адаптацій.

## Зноски
1. ↑  Bazalgette, 1995, с. 92.
2. ↑  Wojcik-Andrews, 2000, с. 4—5.
3. ↑  Wojcik-Andrews, 2000, с. 161.